# Colonia Aguayoto
Colonia Aguayoto är en ort i Mexiko.   Den ligger i kommunen Tlalpan och delstaten Distrito Federal, i den sydöstra delen av landet, 26 km söder om huvudstaden Mexico City. Colonia Aguayoto ligger 3 129 meter över havet och antalet invånare är 284.
Terrängen runt Colonia Aguayoto är lite bergig. Runt Colonia Aguayoto är det mycket tätbefolkat, med 2 431 invånare per kvadratkilometer. Närmaste större samhälle är Álvaro Obregón, 17,1 km norr om Colonia Aguayoto. I omgivningarna runt Colonia Aguayoto växer huvudsakligen savannskog.